# Liste der Wappen in Namibia
Die Liste der Wappen in Namibia beinhaltet offizielle Wappen der Republik Namibia.

## Wappen der Republik Namibia

Namibia (Details)
Präsidentensiegel Namibia

## Wappen der Regionen in Namibia

Sambesi (bis 2013 Caprivi)
Erongo
Hardap
ǁKharasKlicklaut
Kavango-Ost
Kavango-West
Khomas
Kunene
Ohangwena
Omaheke
Omusati
Oshana
Oshikoto
Otjozondjupa

Es fehlen die Wappen der am 8. August 2013 neu geschaffenen Regionen Kavango-Ost und Kavango-West.

## Wappen der Städte, Dörfer und Gemeinden in Namibia

Arandis
Aranos (Details)
Aroab
Berseba
Bethanien
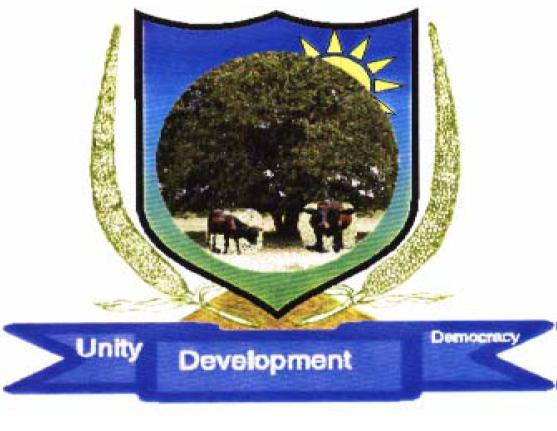
Eenhana
Gibeon
Gobabis
Grootfontein
Helao Nafidi
Henties Bay
Kalkrand
Kamanjab
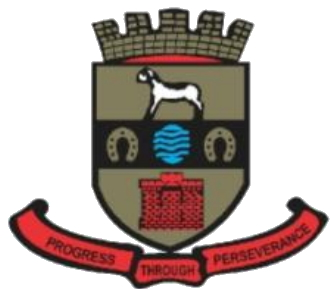
Karasburg
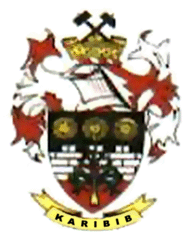
Karibib
Katima Mulilo
Keetmanshoop
Khorixas
Koës
Leonardville
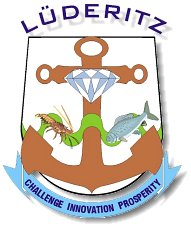
Lüderitz
Maltahöhe
Mariental (Namibia)
Nkurenkuru
Okahandja
Okahao
Okakarara
Omaruru (Details)
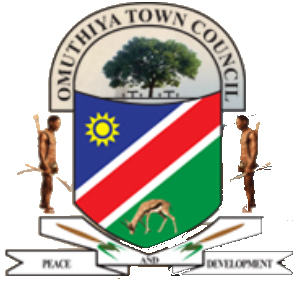
Omuthiya
Ondangwa
Opuwo
Oranjemund
Oshakati
Oshikuku
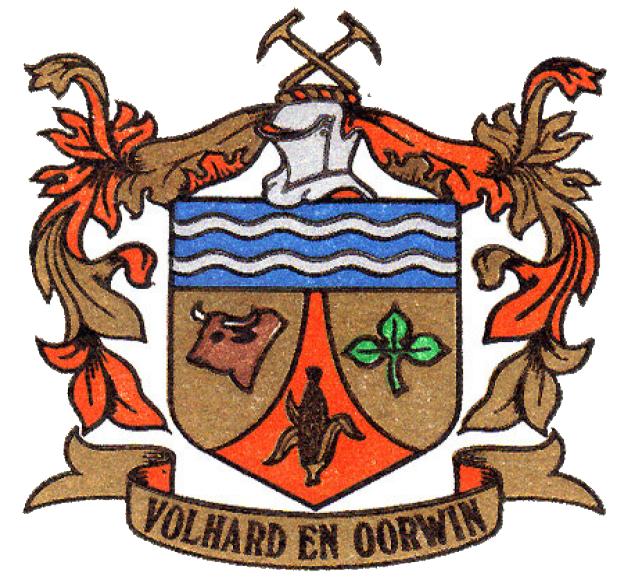
Otavi
Otjiwarongo (Details)
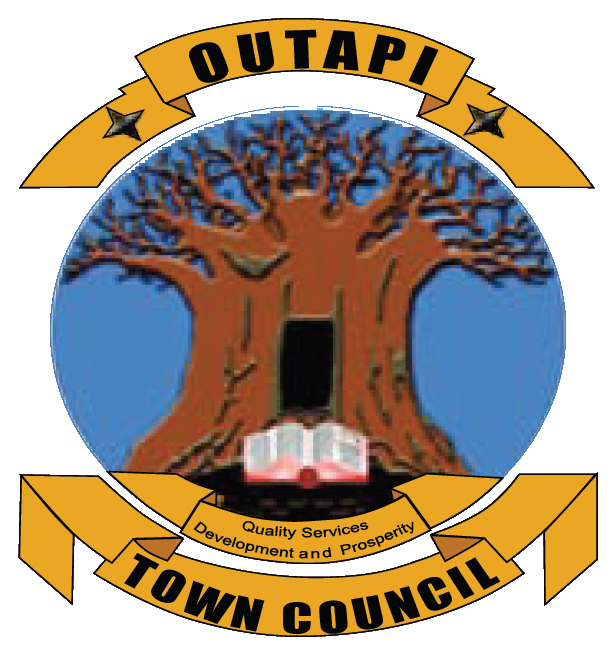
Outapi
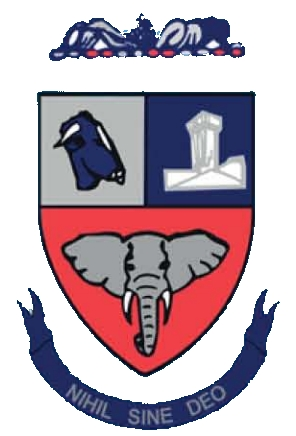
Outjo
Rehoboth
Ruacana
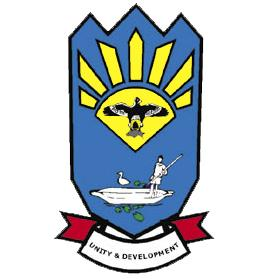
Rundu
Swakopmund (Details)
Tsumeb
Usakos
Walvis Bay (Details)
Windhoek (Details)

## Sonstige Wappen

Namibian Defence Force
Namibische Marine
Namibian Air Force

## Nicht-hoheitliche Wappen staatlicher Einrichtungen

Namibia University of Science and Technology
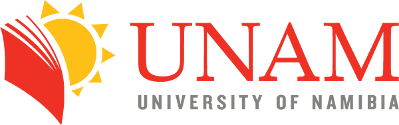
Universität von Namibia

## Historische Wappen

### Namibia

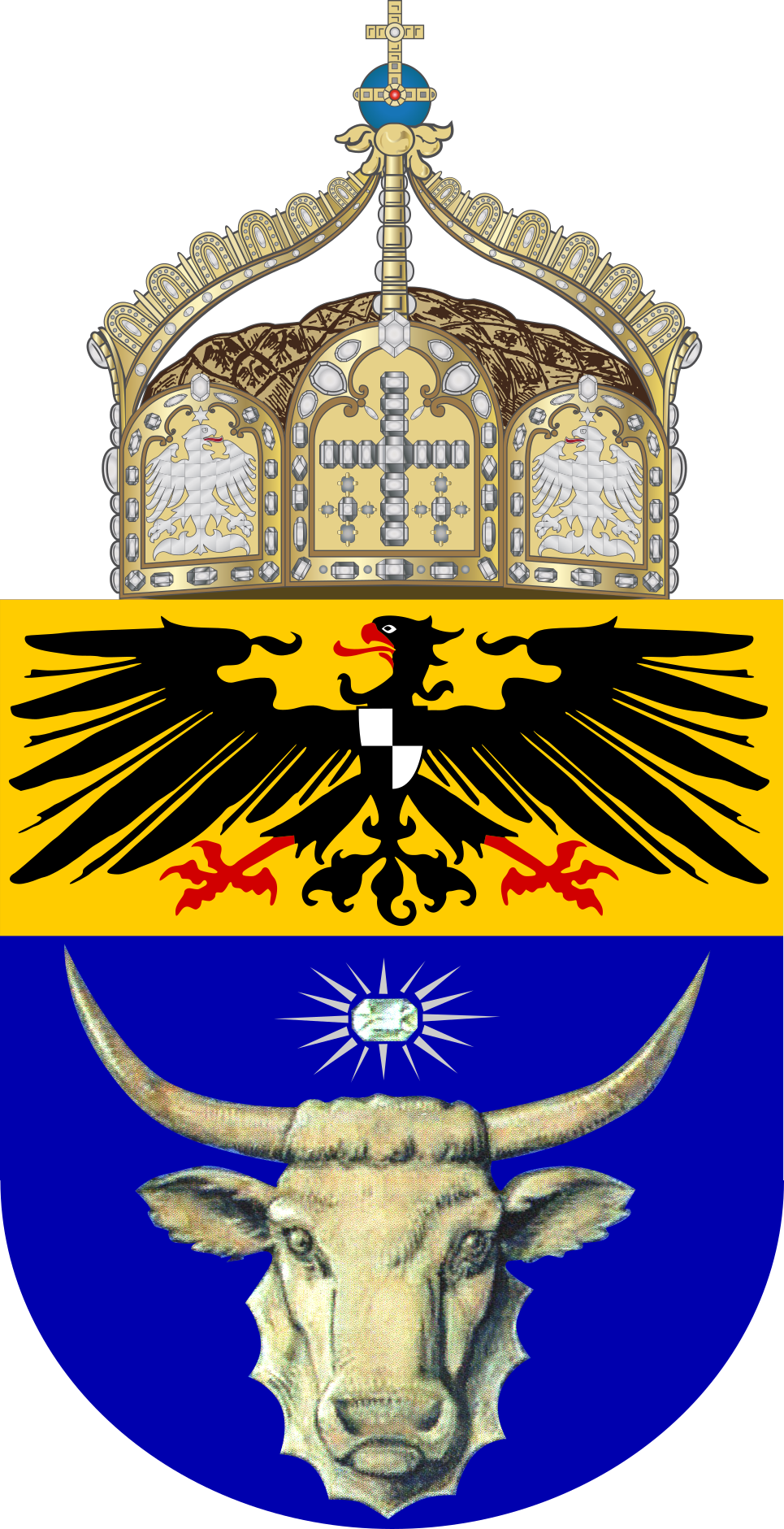
Deutsch-Südwestafrika (geplant 1914)
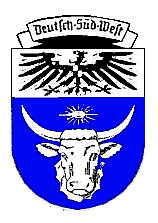
Deutsch-Südwestafrika (Entwurf)
Südwestafrika

### Regionen

Kavango bis 8. August 2013

### Städte, Dörfer und Gemeinden

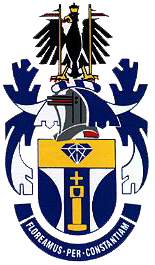
Lüderitz
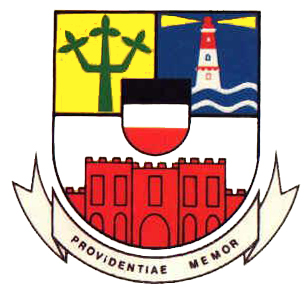
Swakopmund (Details)
Wappen von Ruacana bis Anfang 2011; seitdem Stadtstatus
Wappen von Oshikuku bis Anfang 2011; seitdem Stadtstatus